# Acordo de Bruxelas (2013)
O Primeiro Acordo de Princípios Aplicáveis a Normalização das Relações, informalmente conhecido como Acordo de Bruxelas (em sérvio: Бриселски споразум / Briselski sporazum, em albanês: Marrëveshja e Brukselit), é um acordo para normalizar as relações entre os governos da Sérvia e do Kosovo. O acordo, negociado e concluído em Bruxelas sob os auspícios da União Europeia, foi assinado em 19 de abril de 2013. As negociações foram lideradas pelo primeiro-ministro sérvio Ivica Dačić e pelo primeiro-ministro kosovar Hashim Thaçi, mediadas pela Alta Representante da UE, Catherine Ashton. O governo sérvio não reconhece o Kosovo como um Estado soberano, mas começou a normalizar as relações com o governo do Kosovo como resultado do convênio. Em Belgrado, o acordo foi criticado por manifestantes como uma convalidação da independência do Kosovo.

## Contexto
Após a Guerra do Kosovo e o bombardeio da Iugoslávia pela OTAN em 1999, Kosovo (como parte da Sérvia e da República Federal da Iugoslávia) foi colocado sob administração das Nações Unidas, de acordo com a Resolução 1244 do Conselho de Segurança das Nações Unidas. Kosovo declarou independência unilateralmente em 2008, que foi reconhecida por 108 países. No entanto, a Sérvia afirma que Kosovo continua a fazer parte de seu território. O diálogo entre Kosovo e Sérvia, mediado pela União Europeia, teve início em março de 2011. Sérvia e Kosovo foram instados a continuar as negociações em Bruxelas, mas a Sérvia não foi obrigada a reconhecer Kosovo durante o processo.

## Acordo
O acordo de duas páginas contém 15 parágrafos. Os parágrafos 1 a 6 referem-se à criação, escopo e funções da planejada Comunidade dos Municípios Sérvios. Os parágrafos 7 a 9 referem-se à polícia e à segurança, especificando uma força policial para todo o Kosovo (incluindo o norte), conhecida como Polícia do Kosovo. O parágrafo 12 estipula que as eleições municipais serão realizadas em todo o Kosovo, conforme a legislação do Kosovo. O parágrafo 13 compromete-se a intensificar as discussões sobre energia e telecomunicações. Nos termos do parágrafo 14, "Nenhuma das partes bloqueará, ou incentivará outras a bloquear, o progresso da outra parte em seus respectivos caminhos para a UE". O parágrafo 15 prevê a criação de um comitê de implementação com a facilitação da UE.
O documento concorda com a integração dos municípios de maioria sérvia no Kosovo do Norte ao sistema jurídico kosovar, com duas garantias:
- Todas os assuntos judiciais são regidos pela lei do Kosovo, mas os sérvios do Kosovo devem constituir a maioria em determinados painéis judiciais; um painel (o Tribunal Distrital de Mitrovica) deve reunir-se em Mitrovica do Norte.
- Todo o policiamento deve ser efetuado pela Polícia do Kosovo, mas o comandante regional da polícia das áreas de maioria sérvia deve ser um sérvio-kosovar escolhido de uma lista fornecida pelos municípios sérvios do Kosovo.[8][9]